# A Kínai Köztársaság zászlaja
A Kínai Köztársaság zászlaja (hagyományos kínai: 中華民國國旗, ejtsd: Csunghua Minkuo kuocsi), amely 1928–1949 között a szárazföldi Kína nemzeti lobogója és hadi felségjelzése volt, megtartották a nacionalista erők, miután legyőzték őket a kommunisták, és 1949-ben Tajvan szigetén találtak menedéket.
A fehér nap tizenkét sugara a nép két 12 órás periódusát képviseli – együtt pedig a szakadatlan haladás szellemét jelképezik. A színek a nemzet életének három pillérét, a demokráciát (kék), az emberek megélhetését (fehér) és a nacionalizmust (vörös) jelképezik.
Kettős jelentéseik: egyenlőség és igazságosság (kék), testvériség és nyíltság (fehér), szabadság és áldozat (vörös).